# Bent Pedersen
Bent Lassen Pedersen (* 24. Juli 1945 in Kongens Lyngby) ist ein ehemaliger dänischer Radrennfahrer und nationaler Meister im Radsport.

## Sportliche Laufbahn
Pedersen war Straßenradsportler und Bahnradsportler. Er war Teilnehmer der Olympischen Sommerspiele 1972 in München. Dort startete Pedersen in der Mannschaftsverfolgung mit Svend Erik Bjerg, Reno Olsen und Gunnar Asmussen. Mit einem 13. Platz in der Qualifikation verpasste das Team den Sprung ins Viertelfinale. Er war auch Teilnehmer der Olympischen Sommerspiele 1976 in Montreal. Im olympischen Straßenrennen schied er aus. 
1968 gewann er mit Jørgen Emil Hansen, Leif Mortensen und Steen Holgaard die nationale Meisterschaft im Mannschaftszeitfahren. 1972 holte er den Titel erneut (mit Jørgen Emil Hansen, Kim Erik Nielsen und Jørgen Bro Christiansen). 1971 siegte er im Titelkampf im Straßenrennen. In der Mannschaftsverfolgung wurde er mit Reno Olsen, Per Lyngemark und Svend Erik Bjerg 1972 Meister.